# Matthias Peiper
Matthias Peiper (* 12. Februar 1964 in Köln) ist ein deutscher Chirurg.

## Leben
Als Sohn von Hans-Jürgen Peiper und Mense von Breitenbuch studierte Peiper ab 1985 an der Georg-August-Universität Göttingen Medizin. Am 19. April 1986 wurde er in der Curonia Goettingensis recipiert. Als Inaktiver wechselte er im Jahr 1988 an die Universität Innsbruck. Nach einem Studienaufenthalt an der University of Wisconsin–Madison kehrte er nach Göttingen zurück. Das Praktische Jahr durchlief er im Massachusetts General Hospital und im Städtischen Klinikum Lüneburg. 1992 approbiert und zum Dr. med. promoviert ging er als Arzt im Praktikum zu Christoph Broelsch im Universitätsklinikum Hamburg-Eppendorf. Als wissenschaftlicher Mitarbeiter wurde er mit einem Stipendium der Deutschen Forschungsgemeinschaft von 1994 bis 1996 an das Brigham and Women’s Hospital der Harvard Medical School beurlaubt. Wieder in Hamburg arbeitete er sieben Jahre bei Broelsch, Jakob Izbicki und Xavier Rogiers. Nachdem er sich 2002 für Chirurgie habilitiert hatte, erhielt er 2003 die Venia legendi. Im Anschluss war er als Privatdozent an der Universität Hamburg tätig. Im selben Jahr ging er als Leitender Oberarzt und später als stellvertretender Klinikdirektor zu Wolfram Trudo Knoefel an das Universitätsklinikum Düsseldorf. Die Heinrich-Heine-Universität Düsseldorf ernannte ihn im Jahr 2008 zum außerplanmäßigen Professor.
Zum 1. Dezember 2010 wurde er Leitender Arzt der Kliniken Essen-Süd. Nach der Übernahme der Klinik durch das Universitätsklinikum Essen am 1. Juli 2013 wurde er Direktor der Klinik für Allgemein-, Viszeral-, Gefäß- und Unfallchirurgie am selben Standort unter dem neuen Namen des St. Josef Krankenhauses Essen-Werden. Ab dem 1. November 2016 war Peiper Direktor der Klinik für Allgemein- und Viszeralchirurgie des St. Marien Krankenhauses Ratingen.
Matthias Peiper beendete zum 31. Januar 2021 seine ärztliche Tätigkeit im Bereich der Geschäftsstelle Mettmann der Ärztekammer Nordrhein und ist seitdem freiberuflich tätig.

## Bundeswehr
Peiper war von 1983 bis 1985 als Zeitsoldat und Reserveoffizieranwärter bei der Operativen Information in Clausthal-Zellerfeld. 1986 wurde er Leutnant der Reserve. Nach dem Studium wechselte er zum Sanitätsdienst Heer, für den er zahlreiche Wehrübungen leistete. Seit 2009 gehört er zum Kreis der Beratenden Sanitätsoffiziere (für Chirurgie). Er wurde am 22. März 2013 zum Oberstarzt d. R. befördert und durch den Verteidigungsminister Thomas de Maizière am 5. April 2013 in den Wehrmedizinischen Beirat berufen. 
Am 1. Juli 2018 wurde er zum Sprecher der neu strukturierten „Gruppe der Beratenden Sanitätsoffiziere – Wissenschaftliche Beratung an der Sanitätsakademie der Bundeswehr“ berufen.
2022 wurde ihm das Ehrenkreuz der Bundeswehr in Gold verliehen.

## Privatleben
Peiper ist mit der WDR-Fernsehjournalistin Alexandra Peiper verheiratet und hat zwei Söhne.

## Auszeichnungen
Seit 1995 ist Peiper Ehrenritter des Johanniter-Ordens. Während seiner beruflichen Laufbahn erhielt Peiper mehrere Auszeichnungen:
- 1994: Posterpreis der Deutschen Krebsgesellschaft
- 1998: Dr.-Martini-Preis  „in Anerkennung seiner experimentellen Arbeiten über neue Behandlungsmöglichkeiten bei Krebs der Bauchspeicheldrüse“[12]
- 1988: 1. Preis der Vereinigung Nordwestdeutscher Chirurgen (ebenfalls 2003 und 2004)
- 2000: Georg-Ernst-Konjetzny-Preis der Hamburger Krebsgesellschaft e. V., zusammen mit  Raoul Heller „für ihre Arbeit über eine Krebszelllinie aus der Bauchspeicheldrüse“[13]
- 2002: Gerd-Hegemann-Preis der Vereinigung der Bayerischen Chirurgen für „Forschungsarbeiten zu Weichteilsarkomen (bösartigen Bindegewebsgeschwülsten)“[14][15]
- 2002: Posterpreis der Vereinigung Nordwestdeutscher Chirurgen für  „Forschungsarbeiten zu Weichteilsarkomen (bösartigen Bindegewebsgeschwülsten)“[15]
- 2007: Reisestipendium der  Herbert-Junghanns-Stiftung[16]
- 2008: Posterpreis der Chirurgischen Arbeitsgemeinschaft Endokrinologie
- 2022 Ehrenkreuz der Bundeswehr in Gold

## Herausgeberschaften und Ehrenämter
- European Journal of Medical Research
- World Journal of Clinical Oncology
- Mitglied der Auswahlkommission der Stiftung der Deutschen Wirtschaft
- Stellvertretender Kurator des Johanniter-Krankenhauses Duisburg-Rheinhausen
- Mitglied des Kuratoriums des Johanniter-Altenheimes Velbert